# وورلد كات
وورلد كات أو الفهرس العالمي WorldCat هو مشروع فهرس موحد، تابع لمركز المكتبة الرقمية على الإنترنت، يجمع محتوى أكثر من 17900 مكتبة في حوالي 123 دولة وإقليم حول العالم. وهي تلك المكتبات التي تشارك في المركز التعاوني العالمي للمكتبة الرقمية على الإنترنت والذي تديره الشركة المدمجة للمكتبة الرقمية على الإنترنت. تحتفظ مكتبات الأعضاء المشتركين بشكل جماعي بقاعدة بيانات الفهرس العالمي وورلد كات، وهي أكبر قاعدة بيانات ببليوغرافية في العالم. تتضمن قاعدة البيانات مصادر معلومات أخرى بالإضافة إلى سجلات مجموعات المكتبات الأعضاء. تتيح وورلد كات سجلاتها مجانًا للمكتبات، ولكن الفهرس هو الأساس للخدمات الأخرى للاشتراك في مركز المكتبة الرقمية على الإنترنت (مثل مشاركة الموارد، وإدارة المجموعات). يستخدم برنامج وورلد كات من قبل عامة الناس، وأمناء المكتبات للفهرسة والبحث.
يضم الفهرس العالمي محتوى الفهرس العربي الموحد بطريقة مختصرة مع روابط للتسجيلات الكاملة في قاعدة الفهرس العربي.

## التاريخ
تأسست الشركة المدمجة للمكتبة الرقمية على الإنترنت OCLC في عام 1967 تحت قيادة فريد كيلغور. وفي نفس العام، بدأت الشركة في تطوير تقنية الفهرس الموحد التي ستتطور لاحقًا إلى الفهرس العالمي الموحد (وورلد كات)، أضيفت أولى سجلات الفهرس في عام 1971.
في عام 2003، بدأ مركز المكتبة الرقمية على الإنترنت برنامجه التجريبي (الفهرس العالمي المفتوح Open WorldCat) مما جعل السجلات المختصرة من مجموعة فرعية من الفهرس العالمي متاحة لمواقع الويب الشريكة وبائعي الكتب لزيادة إمكانية الوصول إلى مجموعات المكتبات الأعضاء المشتركين.
في أكتوبر عام 2005 بدأ الطاقم الفني لمـركز المكتبة الرقمية على الإنترنت مشروع ويكي تحت اسم (ويكيدي WikiD) مما يسمح للقراء بإضافة التعليقات والمعلومات المنظمة المرتبطة بأي سجل من سجلات الفهرس العالمي الموحد وورلد كات. ثم ألغي الويكيدي في وقت لاحق على الرغم من أن وورلد كات قامت فيما بعد بدمج المحتوى الذي تم أنشئ بواسطة المستخدمين بطرق أخرى.
في عام 2006 أصبح من الممكن لأي شخص البحث في وورلد كات مباشرة عبر موقعه المفتوح، ليس فقط من خلال واجهة البحث بالعرض أولا للاشتراك حيث كان متاحًا على الويب للاشتراك في المكتبات لأكثر من عقد من قبل. ظلت خيارات البحث الأكثر تعقيدًا في الفهرس العالمي الموحد وورلد كات متاحة من خلال واجهة البحث الأوّليّ.
في عام 2007 بدأت هويات الفهرس العالمي الموحد في توفير صفحات لـ 20 مليون «هوية»، والتي تتمثل في بيانات وصفية حول الأسماء التي تكون في الغالب للمؤلفون والأشخاص الذين هم موضوع العناوين في السجلات المنشورة.
في عام 2017 دمجت واجهة برمجة تطبيقات بحث الفهرس العالمي الموحد الخاصة بمركز المكتبة الرقمية على الإنترنت في أداة الاستشهاد في المحرر المرئي لويكيبيديا، مما يسمح لمحرري ويكيبيديا بالاستشهاد بمصادر من الفهرس العالمي الموحد بسهولة.
وبدءًا من عام 2017 تعاون كل من مركز المكتبة الرقمية على الإنترنت، وأرشيف الإنترنت لإتاحة سجلات أرشيف الإنترنت للكتب الرقمية في الفهرس العالمي الموحد وورلد كات.
اعتبارًا من يوليو 2020 احتوى وورلد كات على ما يقرب من 500 مليون سجل ببليوغرافي مكتوبًا بـ 483 لغة، وتمثل هذه السجلات أكثر من 3 مليارات من أصول المكتبة المادية والرقمية، وتضم مجموعة بيانات الأشخاص المستخرجة من وورلد كات ما يزيد عن 100 مليون شخص.

## التصميم
يحتوي الفهرس العالمي الموحد وورلد كات على سجلات بتنسيق الفهرسة القابلة للقراءة وفقًا لمعايير مارك MARC standards التي ساهم بها مفهرسو المكتبات في جميع أنحاء العالم، والذين يستخدمون مركز المكتبة الرقمية على الإنترنت كأداة فهرسة، ويمكن أيضًا تنزيل السجلات عبر تنسيقات مارك هذه في أنظمة الفهرسة المحلية للمكتبات الأخرى. يسمح هذا للمكتبات بالعثور على سجلات المواد التي تضيفها إلى الفهرس المحلي وتنزيلها، دون الحاجة إلى الخضوع لعملية مطولة لإنشاء إدخال فهرس جديد من البداية لكل عنصر جديد.
يعمل الفهرس العالمي الموحد وورلد كات على نموذج المعالجة بالدُفعات بدلاً من نموذج الوقت الفعلي. أي أن سجلات وورلد كات تتم مزامنتها على فترات متقطعة مع سجلات وفهارس المكتبة الأساسية، بدلاً من إجراء ذلك في الوقت الفعلي، أو في كل يوم. وبالتالي:
- يوضح الفهرس العالمي الموحد وورلد كات أن عنصرًا معينًا مملوكًا لدى مكتبة معينة، ولكنه لا يوفر رقم الاتصال بتلك المكتبة.
- لا يشير الفهرس العالمي الموحد وورلد كات إلى ما إذا كان عنصر ما مستعارًا، أو مفقودًا، أو قيد الاسترداد، أو الترميم، أو تم نقله إلى المخزن ولا يمكن الوصول إليه مباشرة للمستتخدمين (وبالتالي إجبار المستخدمين المهتمين على تقديم طلب استرداد والانتظار).
- كما لا يُظهر الفهرس العالمي الموحد وورلد كات ما إذا كانت المكتبة تمتلك نسخًا متعددة من عنوان معين أم لا.

يسمح الفهرس العالمي الموحد وورلد كات عوضًا عن ذلك للمؤسسات المشاركة بإضافة روابط مباشرة من الفهرس العالمي الموحد وورلد كات إلى إدخالات الفهارس الخاصة بهم لعنصر معين، مما يمكّن المستخدم من تحديد حالته في الوقت الفعلي. إلا أن هذا لا يزال يتطلب من المستخدمين فتح العديد من صفحات الويب التي يشير كل منها إلى فهرس مختلف للوصول العام عبر الإنترنت، مع تصميم واجهة مستخدم مميز خاص به (والذي يضع حالة العنصر في جزء مختلف من عرض مستعرض الويب) حتى يتمكنوا من تحديد موقع فهرس الإدخال الذي يظهر العنصر متاح حاليًا في مكتبة معينة.
تتم مساهمات المكتبات في الفهرس العالمي الموحد وورلد كات عبر برنامج الحاسب Connexion الذي تم تقديمه في عام 2001، وتم التخلص التدريجي من برنامج OCLC Passport الذي كان مستخدمًا من قبل في مايو 2005.

## وصلات خارجية
- الموقع الرسمي

لا توجد روابط لمواقع التواصل الاجتماعي.